# فانيش (كوميكس)
فانيش (بالأنجليزي Vanish) هي سلسلة قصص مصورة اميركية من نشر إميج كوميكس ومن تأليف الكاتب دوني كيتس ورسم الفنان راين ستيغمان تم نشر العدد الأول عام 2022 يوم 21 من ستمبر، ومازلت سلسلة مستمرة حتي الآن بشكل شهري

## القصة
كان أوليفر هاريسون بطلاً أسطوريًا قتل أكبر تهديد لمملكته عندما كان في الرابعة عشرة من عمره. ولكن كان ذلك قبل زمن طويل. كشخص بالغ، يعيش أوليفر حياة عادية في الضواحي بصرف النظر عن حقيقة أنه غير مستقر عقليًا، ومصاب بجنون العظمة على نطاق واسع، ويدخن كثيرا ويسكر كل ليلة ليختبئ من كوابيسه المروعة. هل سيثبت وصول فريق الأبطال الخارقين المسمى Prestige أن الجنون ليس كل شيء في رأس أوليفر؟ وماذا عن كل هراء الخيال الملحمي من طفولته؟